# Liste der Monuments historiques in Belin-Béliet
Die Liste der Monuments historiques in Belin-Béliet führt die Monuments historiques in der französischen Gemeinde Belin-Béliet auf.

## Liste der Bauwerke
| Bezeichnung              | Beschreibung                       | Standort | Kennzeichnung | Schutzstatus | Datum | Bild           |
| ------------------------ | ---------------------------------- | -------- | ------------- | ------------ | ----- | -------------- |
| Friedhofskreuz           | Erbaut im 17. Jahrhundert          | (Lage)   | PA00083137    | Inscrit      | 1987  | weitere Bilder |
| Pilgerkreuz              | Erbaut im 15. oder 16. Jahrhundert | (Lage)   | PA00083867    | Inscrit      | 1990  | weitere Bilder |
| Kirche St-Pierre de Mons | Erbaut ab dem 12. Jahrhundert      | (Lage)   | PA00083138    | Inscrit      | 1987  | weitere Bilder |
| Fontaine Saint-Clair     |                                    | (Lage)   | PA00083866    | Inscrit      | 1990  | weitere Bilder |

## Liste der Objekte

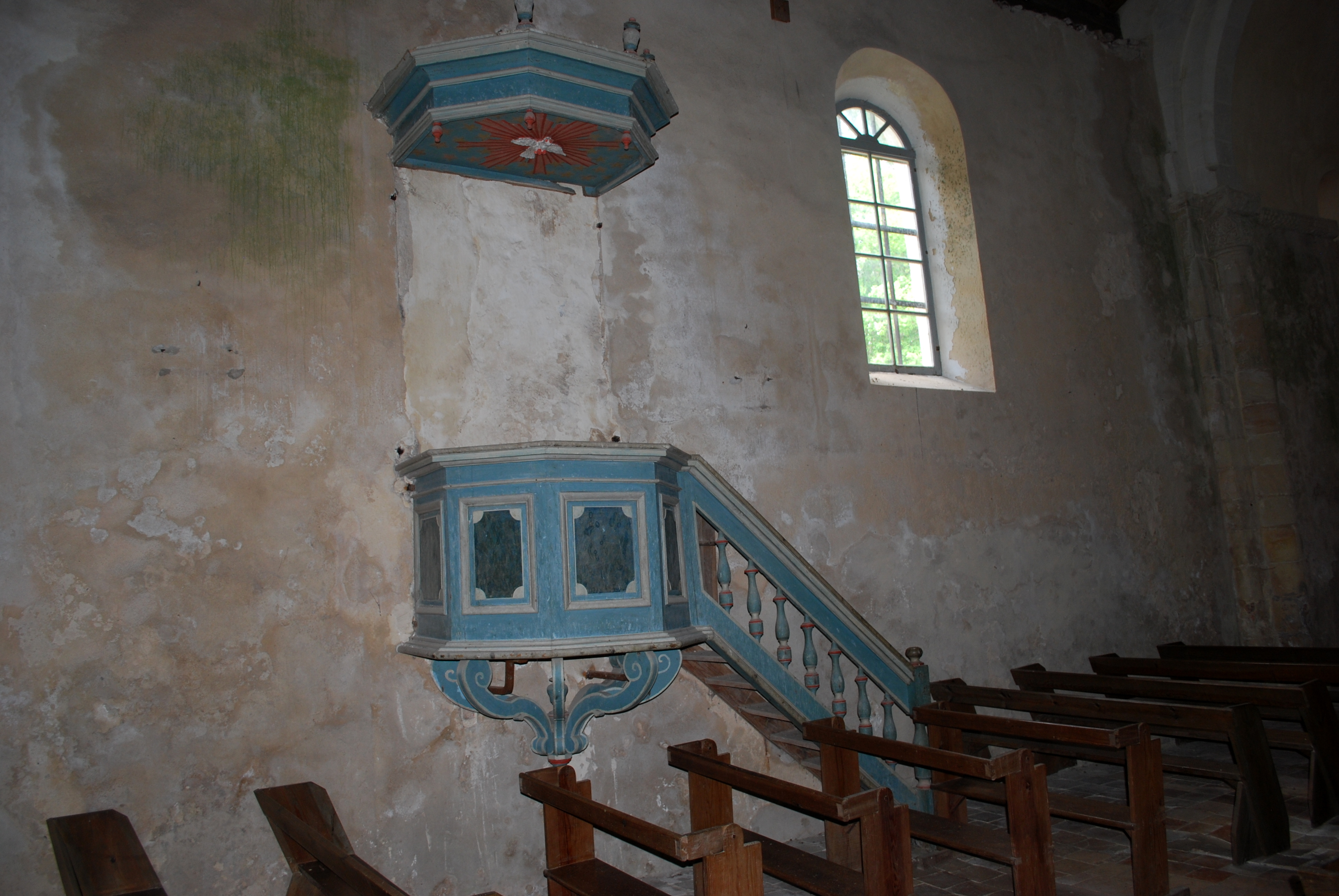
Kanzel in Belin-Béliet

- Monuments historiques (Objekte) in Belin-Béliet in der Base Palissy des französischen Kultusministeriums

Siehe auch: Kanzel (Belin-Béliet)